# Sorbaphis chaetosiphon
Sorbaphis chaetosiphon är en insektsart som beskrevs av Shaposhnikov 1950. Sorbaphis chaetosiphon ingår i släktet Sorbaphis och familjen långrörsbladlöss. Inga underarter finns listade i Catalogue of Life.